# Alexis Mendoza
Pour les articles homonymes, voir Mendoza.
Alexis Mendoza, né le 8 novembre 1961 à Barranquilla (Colombie), est un footballeur colombien, qui évoluait au poste de défenseur à l'Atlético Junior, à l'America Cali et à Veracruz ainsi qu'en équipe de Colombie.
Mendoza marque deux buts lors de ses soixante-sept sélections avec l'équipe de Colombie entre 1987 et 1997. Il participe à la coupe du monde de football en 1990 et 1994 et à la Copa América en 1987, 1989, 1993 et 1995 avec la Colombie.

## Carrière
- 1983-1990 : Atlético Junior
- 1990-1992 : America Cali
- 1993-1996 : Atlético Junior
- 1997 : Veracruz
- 1997-1998 : Atlético Junior [1]

## Palmarès

### En équipe nationale
- 67 sélections et 2 buts avec l'équipe de Colombie entre 1987 et 1997.
- Huitième-de-finaliste de la coupe du monde 1990.
- Troisième de la Copa América 1987, de la Copa América 1993 et de la Copa América 1995.
- Participe au premier tour de la coupe du monde 1994.
- Participe au premier tour de la Copa América 1989.

### Avec l'America Cali
- Vainqueur du Championnat de Colombie de football en 1990 et 1992.

### Avec l'Atlético Junior
- Vainqueur du Championnat de Colombie de football en 1993 et 1995.